# Лихенофлора Республики Алтай
Лихенофлора Республики Алтай — совокупность видоразнообразия лишайников по территории Республики Алтай, располагающейся по территории Алтайских гор.

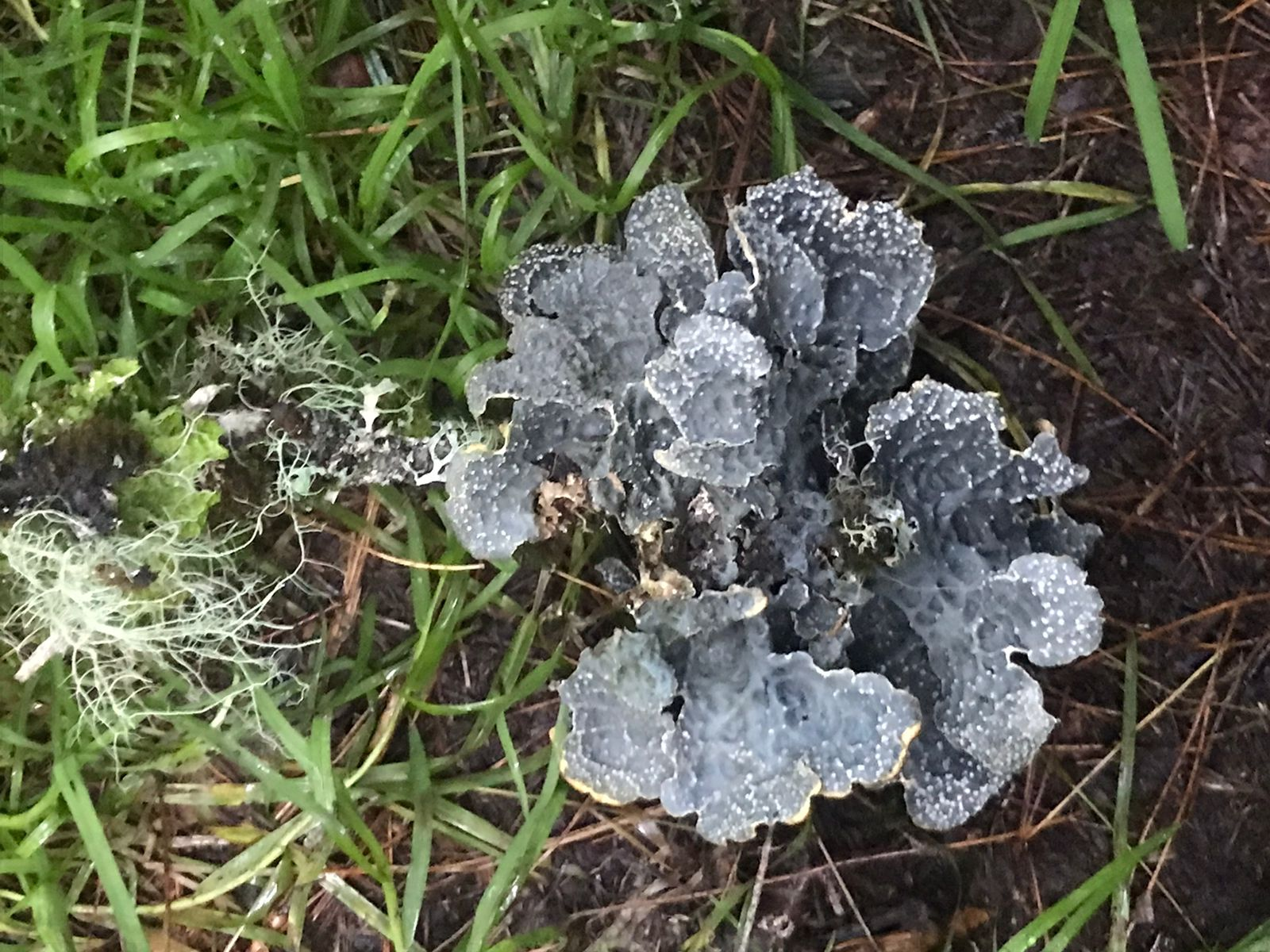
Лобария ямчатая на севере от Телецкого озера в лесу около водопада «Третья речка»

## Описание лихенофлоры и климата республики
Большую роль в видообразовании лихенофлоры данной территории сыграло географическое расположение района. Лишайники, являясь ассимиляцией гриба и водоросли (в том числе цианобактерии), требуют обильного увлажнения и чистоты местности. Так как Республика Алтай располагается преимущественно в горной местности, находящейся далеко от бассейна ближайшего океана (Тихого), увлажнение почвы недостаточное для произрастания лишайников. Однако вблизи таких горных рек, как Катунь, Бия, Чуя, где многие притоки образуют водопады, воздух увлажняется, обильно орошая почву, позволяя произрастать мхам, водорослям, которые служат как резервуары влаги. Совокупность перечисленных факторов позволяет произрастать не только типичным для этой широты лишайникам, но и краснокнижным, таким, как лобария, встречающаяся на севере от Телецкого озера, а также на юго-западе от него. Наибольшее количество лишайников наблюдается вблизи Телецкого озера, летом увлажняющего паром хвойный и смешанные леса по его берегам. Ареал распространения самых часто встречаемых лишайников на широте Алтая очень разрознен, так как подавляющее большинство листоватых и кустистых лишайников не имеют древесного субстрата на большой высоте (в горах мало деревьев), располагаясь в горных равнинах. Однако для более термоустойчивых и быстро адаптирующихся накипных эпилитных лишайников нет таких преград. Их ареал более «равномерный».

## Основные роды лишайников Алтая
- Лобария
- Уснея
- Гипогимния
- Пармелия
- Пармелиопсис
- Лецидея (семейство)
- Псора
- Кладония
- Эверния
- Пертузария
- Цетрария
- Алектория
- Фисция
- Калоплака

## Влияние промышленности на видовой состав лишайников в экосистемах
С развитием туристической деятельности, промышленности региона, а также с ростом запускаемых ракет-носителей, количество обломков ступеней, выхлопных газов, особенно диоксида углерода, сильно повысилось, вызывая массовую гибель лишайников и других «нежных» компонентов экосистем. Это ставит под угрозу множество краснокнижных видов лишайников и мхов, являющихся, в некоторых случаях, эндемиками Алтайских гор. Для протекции видов был учрежден Алтайский Биосферный Заповедник и ряд особо охраняемых природных территорий.